# H & O Éditions
 (mai 2018).
Si vous disposez d'ouvrages ou d'articles de référence ou si vous connaissez des sites web de qualité traitant du thème abordé ici, merci de compléter l'article en donnant les références utiles à sa vérifiabilité et en les liant à la section « Notes et références ».
Créée en 1999, H&O éditions est une maison d'édition française. Elle publie de nombreux genres littéraires : romans français et étrangers, littérature érotique, essais historiques ou sociologiques, bande dessinée… Son siège est situé près de Montpellier.

## Liste des titres
| Année | Titre | Auteur                                                     | Collection                   |
| ----- | --- | ---------------------------------------------------------- | ---------------------------- |
| 1999  | Princes Charmés                                                                                                   | Peter Cashorali                                            | Littérature étrangère        |
|       | Pour en finir avec Christine Boutin                                                                               | Collectif                                                  | Essais                       |
|       | On ira (presque) tous au Paradis                                                                                  | S. Monod et A. Clairmont                                   | Les Heures Joyeuses          |
|       | En attendant Goudou                                                                                               | Alexis Clairmont                                           | Les Heures Joyeuses          |
|       | Guillaume est un garçon sensible                                                                                  | F. Lebrun et M.-E. Hédenne                                 | Les Heures Joyeuses          |
|       | Neiges d'octobre                                                                                                  | Michel Giliberti                                           | Littérature Française        |
|       | Dix Petits phoques                                                                                                | Jean-Paul Tapie                                            | Littérature Française        |
|       | C'est toujours moins grave qu'une jambe cassée                                                                    | Emmanuel Ménard                                            | Littérature Française        |
| 2000  | Les Péchés des cités de la plaine                                                                                 | Anonyme                                                    | Minipoche                    |
|       | Un Paquebot nommé Délire                                                                                          | Emmanuel Ménard                                            | Minipoche                    |
|       | CosmoQueer | Kevin Saad                                                 | Minipoche                    |
|       | Printemps de drague                                                                                               | Romain Vincent                                             | Les Heures Joyeuses          |
|       | Neuf secondes et demie                                                                                            | Alexis Clairmont                                           | Les Heures Joyeuses          |
|       | L'honneur perdu des superhéros                                                                                    | Robert Rodi                                                | Littérature étrangère        |
|       | Boy Culture | Matthew Rettenmund                                         | Littérature étrangère        |
|       | Princes Radieux                                                                                                   | Peter Cashorali                                            | Littérature étrangère        |
|       | La déportation des Homosexuels                                                                                    | Lutz Van Dijk                                              | Essais                       |
|       | Voyage à Muxandor                                                                                                 | Christian Le Gall                                          | Littérature Française        |
|       | Un Garçon à la mode                                                                                               | Olivier Cechman                                            | Littérature Française        |
|       | Derrière les portes bleues                                                                                        | Michel Giliberti                                           | Littérature Française        |
| 2001  | Meurtre au Nightwood Bar                                                                                          | Katherine V. Forrest                                       | Polar                        |
|       | Leçons de meurtre                                                                                                 | Claire McNab                                               | Polar                        |
|       | On écrase bien les cafards                                                                                        | Katherine V. Forrest                                       | Polar                        |
|       | L'Absent des nouveaux jours                                                                                       | Christian-Yves Lhostis                                     | Littérature Française        |
|       | Un Panda dans L'escalier                                                                                          | Christophe Austruy                                         | Littérature Française        |
|       | L'étranger de la famille                                                                                          | Olivier Lebleu                                             | Littérature Française        |
|       | Drag Queen | Robert Rodi                                                | Littérature étrangère        |
|       | Le Fils du président                                                                                              | Krandall Kraus                                             | Littérature étrangère        |
|       | Un amant par jour                                                                                                 | Henri Dhellemmes                                           | Beau Livre                   |
|       | CosmoQueer Vs StarStraight                                                                                        | Kevin Saad                                                 | Minipoche                    |
|       | L'Esprit au bout des doigts                                                                                       | Jean-Louis Rech                                            | Minipoche                    |
|       | Garçon, une banane !                                                                                              | Thierry Martin                                             | Minipoche                    |
|       | Les Nuits africaines                                                                                              | Jean-Louis Rech                                            | Erotiques                    |
|       | Jour de fierté | Alexis Clairmont                                           | Les Heures Joyeuses          |
|       | Fièvre afteuse | Alexis Clairmont                                           | Les Heures Joyeuses          |
|       | Envoyés spécieux                                                                                                  | Emmanuel Ménard                                            | Les Heures Joyeuses          |
|       | Bons Baisers de Bravachie                                                                                         | Eric Courtois                                              | Les Heures Joyeuses          |
|       | L'Autre Faust | Didier Godard                                              | Essais                       |
| 2002  | Demain c'est jeudi                                                                                                | Gérard Forche                                              | Littérature Française        |
|       | L'Œil de l'hydre                                                                                                  | Rémi Karnauch                                              | Littérature Française        |
|       | Le Plongeon | Olivier Delorme                                            | Littérature Française        |
|       | Je veux te voir nu                                                                                                | Christophe Austruy                                         | Littérature Française        |
|       | Les Joies de la ressemblance                                                                                      | Jean-Louis Rech                                            | Erotiques                    |
|       | Communions privées                                                                                                | Michel Bellin                                              | Erotiques                    |
|       | Les enquêtes de Léonidas Pinipidès                                                                                | Raoul Tennet                                               | Erotiques                    |
|       | Meurtre par tradition                                                                                             | Katherine V. Forrest                                       | Polar                        |
|       | Rat Bohemia | Sarah Schulman                                             | Littérature étrangère        |
|       | Coupable | Sky Gilbert                                                | Littérature étrangère        |
|       | Gay Porn | René-Paul Leraton                                          | Essais                       |
|       | Le Goût de Monsieur                                                                                               | Didier Godard                                              | Essais                       |
|       | Hombre ! | José Messana                                               | Beau livre                   |
| 2003  | Le Cirque de la solitude                                                                                          | Jean-Paul Tapie                                            | Littérature française        |
|       | Passer la nuit | Olivier Lebleu                                             | Littérature française        |
|       | Maman | Benoît Montenat                                            | Littérature française        |
|       | La Nuit des reines                                                                                                | Michel Heim                                                | Littérature française        |
|       | Le Château du silence                                                                                             | Olivier Delorme                                            | Littérature française        |
|       | Le Premier Festin                                                                                                 | Collectif                                                  | Littérature française        |
|       | Indécente mémoire                                                                                                 | Paul Vecchiali                                             | Littérature française        |
|       | Femme qui marche                                                                                                  | Laurent Hérou                                              | Littérature française        |
|       | Le Messager | Michel Bellin                                              | Littérature française        |
|       | Homosexualités et suicide                                                                                         | Éric Verdier et J.-M. Firdion                              | Essais                       |
|       | Les Cow-boys de la nuit                                                                                           | Michel Dorais                                              | Essais                       |
|       | Deux hommes sur un cheval                                                                                         | Didier Godard                                              | Essais                       |
|       | Charme et splendeur des plantes d'intérieur                                                                       | Michel Bellin                                              | Erotiques                    |
|       | Noir sur blanc | Jean-Louis Rech                                            | Erotiques                    |
|       | Mes désirs font désordre                                                                                          | Nicolas Dutriez                                            | Erotiques                    |
|       | Plaisirs en mer                                                                                                   | Patrick Denfer                                             | Erotiques                    |
|       | Camili-Cat #1 | Patrick Fillion                                            | Comics                       |
|       | Naked Justice #1                                                                                                  | Patrick Fillion                                            | Comics                       |
|       | Satisfaction garantie                                                                                             | Patrick Fillion                                            | Comics                       |
| 2004  | Le Garçon qui voulait être juif                                                                                   | Jean-Paul Tapie                                            | Littérature française        |
|       | Les Appétits d'Urbain Pilupe                                                                                      | Christain-Yves Lhostis                                     | Littérature française        |
|       | La Ballade des fendus                                                                                             | Jean-Marie Beurq                                           | Littérature française        |
|       | Un Goût de cendres                                                                                                | Jean-Paul Tapie                                            | Littérature française        |
|       | Aucune victime n'est à déplorer                                                                                   | Christophe Jean-dit-Gautier                                | Littérature française        |
|       | Vade Retro | Paul Vecchiali                                             | Littérature française        |
|       | Les nouvelles enquêtes de Léonidas Pinipidès                                                                      | Raoul Tennet                                               | Erotiques                    |
|       | Juste pour une nuit                                                                                               | Zaïn Gadol                                                 | Erotiques                    |
|       | Deux plaisirs imprévus                                                                                            | Jean-Louis Rech                                            | Erotiques                    |
|       | Les Dieux du vestiaire                                                                                            | Erotiques                                                  |                              |
|       | Dictionnaire des chefs d’état homosexuels ou bisexuels                                                            | Didier Godard                                              | Essais                       |
|       | Camili-Cat #2 | Patrick Fillion                                            | Comics                       |
|       | Camili-Cat #3 | Patrick Fillion                                            | Comics                       |
|       | Naked Justice #2                                                                                                  | Patrick Fillion                                            | Comics                       |
|       | Satisfaction garantie #2                                                                                          | Patrick Fillion                                            | Comics                       |
|       | Satisfaction garantie #3                                                                                          | Patrick Fillion                                            | Comics                       |
|       | Cavalcade of boys #1                                                                                              | Tim Fish                                                   | Comics                       |
|       | Cavalcade of boys #2                                                                                              | Tim Fish                                                   | Comics                       |
|       | Cavalcade of boys #3                                                                                              | Tim Fish                                                   | Comics                       |
|       | Max et Sven | Tom Bouden                                                 | BD                           |
|       | Rainbow Country #1                                                                                                | Max'                                                       | Comics                       |
|       | Porky #1 | Logan                                                      | Comics                       |
|       | Boytoons | Patrick Fillion                                            | Beau livre                   |
| 2005  | La Quatrième révélation                                                                                           | Olivier Delorme                                            | Littérature française        |
|       | Des Relations de plage                                                                                            | Jean-Pierre Ferrière                                       | Littérature française        |
|       | Je dis tue à tous ceux que j'aime                                                                                 | Olivier Sillig                                             | Littérature française        |
|       | Entretiens sur la question gay                                                                                    | Jean Le Bitoux                                             | Essais                       |
|       | L'amour Philosophique                                                                                             | Didier Godard                                              | Essais                       |
|       | Petit manuel de gayrilla à l'usage des jeunes                                                                     | Michel Dorais et Éric Verdier                              | Essais                       |
|       | Parce que c'était lui                                                                                             | Roger Stéphane                                             | H&O Poche                    |
|       | Le Petit galopin de nos corps                                                                                     | Yves Navarre                                               | H&O Poche                    |
|       | Ma moitié d'orange                                                                                                | Jean-Louis Bory                                            | H&O Poche                    |
|       | Hombres | Verlaine                                                   | H&O Poche                    |
|       | Furia corsica | Zaïn Gadol                                                 | Erotiques                    |
|       | Cube | Patrick Fillion                                            | BD                           |
|       | Haute Tension | Patrick Fillion                                            | BD                           |
|       | Le Pornomicon | Logan                                                      | Comics                       |
|       | Gunji | Gengoroh Tagame                                            | Manga                        |
|       | Caliente | Jose Messana                                               | Beau livre                   |
| 2006  | La Douceur inattendue de l'hiver                                                                                  | Christian-Yves Lhostis                                     | Littérature française        |
|       | Le Songe d'Alcibiade                                                                                              | Éric Jourdan                                               | Littérature française        |
|       | Un Garçon à Seattle                                                                                               | Olivier Cechman                                            | Littérature française        |
|       | La nuit de Mortefagne                                                                                             | Nicolas Henri                                              | Littérature française        |
|       | Le Cri torsade | Rémi Karnauch                                              | L'aparté                     |
|       | Avant que tout me devienne insupportable                                                                          | Yves Navarre                                               | L'aparté                     |
|       | Service de nuit                                                                                                   | Jean-Pierre Ferrière                                       | Polar                        |
|       | Histoire des transsexuels en France                                                                               | Maxime Foerster                                            | Essais                       |
|       | Nos ancêtres les pervers                                                                                          | Pierre Hahn                                                | Essais                       |
|       | Les Hommes au triangle rose                                                                                       | Heinz Heiger                                               | H&O Poche                    |
|       | Alcibiade enfant à l'école                                                                                        | Antonio Rocco                                              | H&O Poche                    |
|       | Portrait de Julien devant la fenêtre                                                                              | Yves Navarre                                               | H&O Poche                    |
|       | Pour jamais | Éric Jourdan                                               | H&O Poche                    |
|       | L'autre Dracula                                                                                                   | Tony Mark                                                  | H&O Poche                    |
|       | Arena | Gengoroh Tagame                                            | Manga                        |
|       | Justin #1 | Josman                                                     | BD                           |
|       | Justin #2 | Josman                                                     | BD                           |
|       | Boys in love | Tim Fish                                                   | BD                           |
|       | Porky #2 | Logan                                                      | comics                       |
|       | Rainbow Country #2                                                                                                | Max'                                                       | comics                       |
| 2007  | Dolko 1 - L'odyssée de l'esclave                                                                                  | Jean-Paul Tapie                                            | Littérature française        |
|       | Aux gémonies | Éric Jourdan                                               | Littérature française        |
|       | Le chasseur d'antilopes                                                                                           | Jean-Paul Tapie                                            | Littérature française        |
|       | Le Prince de Kazarkhan                                                                                            | Nicolas Henri                                              | Littérature française        |
|       | Penser le désir                                                                                                   | Maxime Foerster                                            | Essais                       |
|       | The Art of Gengoroh Tagame                                                                                        | Gengoroh Tagame                                            | Beau livre                   |
|       | The Art of Jiraiya                                                                                                | Jiraiya                                                    | Beau livre                   |
|       | Cobbett | Aaron Cobbett                                              | Beau livre                   |
|       | Roger | Roger Payne                                                | Beau livre                   |
|       | Satisfaction garantie #4                                                                                          | Patrick Fillion                                            | Comics                       |
|       | Angelface #1 | Benoît Prévot                                              | Comics                       |
|       | En un clin d'œil                                                                                                  | HvH                                                        | Comics                       |
|       | Rainbow country #3                                                                                                | Max'                                                       | Comics                       |
| 2008  | L'Or d'Alexandre                                                                                                  | Olivier Delorme                                            | Littérature française        |
|       | Le sceau de Kropotkine                                                                                            | Philippe Gimet                                             | Littérature française        |
|       | L'élixir d'oubli                                                                                                  | Philippe Gimet                                             | Littérature française        |
|       | Dolko 2 - Le Triomphe du pirate                                                                                   | Jean-Paul Tapie                                            | Littérature française        |
|       | Dolko 3 - L'empire du barbare                                                                                     | Jean-Paul Tapie                                            | Littérature française        |
|       | Vespérales | Paul Vecchiali                                             | Littérature française        |
|       | L'Ado, la folle et le pervers                                                                                     | Marc-Jean Filaire                                          | Essais                       |
|       | L'épreuve de la masculinité                                                                                       | Simon Louis Lajeunesse                                     | Essais                       |
|       | Je chante le corps critique                                                                                       | Claude Guillon                                             | Essais                       |
|       | L'invitation au désastre                                                                                          | Christian-Yves Lhostis                                     | L'aparté                     |
|       | Vivre à midi | Jean-Louis Bory                                            | H&O Poche                    |
|       | Mourir en beauté                                                                                                  | Jean-Pierre Ferrière                                       | H&O Poche                    |
|       | Bleu Caraïbes | Nicolas Henri                                              | H&O Poche                    |
|       | Le labyrinthe au coucher du soleil                                                                                | Hugo Marsan                                                | H&O Poche                    |
|       | Larry Poppers et le secret de l'arôme interdit                                                                    | Andrew S. Steelcock                                        | Erotiques                    |
|       | Roscoe Sketchbook                                                                                                 | Roscoe                                                     | Beau livre                   |
|       | Frère des dragons                                                                                                 | Peneaud et Garcia                                          | comics                       |
|       | Angelface #2 | Benoît Prévot                                              | comics                       |
|       | Deimos | Logan                                                      | comics                       |
|       | L'initiation | Fraser & Hawk                                              | comics                       |
|       | Zahn | Patrick Fillion                                            | comics                       |
|       | Tug Harder | Butch McLogic                                              | comics                       |
| 2009  | Dieu l'hypothèse erronée                                                                                          | Victor Stenger                                             | Autre chose à penser         |
|       | Comment je n'ai pas eu le Goncourt                                                                                | Olivier Delorme                                            | Littérature française        |
|       | Le Gentilhomme assassin                                                                                           | Philippe Gimet                                             | Littérature française        |
|       | Jack & Ellis | Shabazz                                                    | Littérature française        |
|       | Transsibérienne                                                                                                   | Christophe Marcq                                           | Littérature française        |
|       | En voyage avec mon ami mort                                                                                       | Mathias de Breyne                                          | Littérature française        |
|       | Dolko 4 - Le Dernier combat                                                                                       | Jean-Paul Tapie                                            | Littérature française        |
|       | Le Jardin d’acclimatation                                                                                         | Yves Navarre                                               | Littérature française        |
|       | Kurwenal | Yves Navarre                                               | Littérature française        |
|       | Ce sont amis que vent emporte                                                                                     | Yves Navarre                                               | Littérature française        |
|       | Jimbo | Franze et Andarle                                          | BD                           |
|       | Goku #1 | Gengoroh Tagame                                            | Manga                        |
|       | Goku #2 | Gengoroh Tagame                                            | Manga                        |
|       | Goku #3 | Gengoroh Tagame                                            | Manga                        |
|       | Angelface #3 | Benoît Prévot                                              | Comics                       |
|       | Porky #3 | Logan                                                      | Comics                       |
|       | Timmy #1 - Un p'tit gars de la campagne                                                                           | Roscoe[Lequel ?]                                           | BD                           |
|       | Timmy #2 - transports routiers                                                                                    | Roscoe[Lequel ?]                                           | BD                           |
| 2010  | Lieutenant Darmancour                                                                                             | Éric Jourdan                                               | Littérature française        |
|       | Le Crépuscule des Bourbons                                                                                        | Philippe Gimet                                             | Littérature française        |
|       | Calme était la mer                                                                                                | Paul Vecchiali                                             | Littérature française        |
|       | Amaury ou Les chemins de Paris                                                                                    | Jean-Paul Tapie                                            | Littérature française        |
|       | Un Mauvais fils                                                                                                   | Ilmann Bel                                                 | Littérature française        |
|       | La mort aura ton visage                                                                                           | Shabazz                                                    | Littérature française        |
|       | Destination Lovecraft                                                                                             | Rémi Karnauch                                              | L'aparté                     |
|       | Les dossiers noirs du Vatican                                                                                     | Paul Williams                                              | Autre chose à penser         |
|       | La construction de Jésus                                                                                          | Bart Herman                                                | Autre chose à penser         |
|       | Laissez-moi tous mes parents                                                                                      | Éric Verdier                                               | Essais                       |
|       | Citoyens interdits                                                                                                | Afdhere Jama                                               | Essais                       |
|       | Le temps voulu | Yves Navarre                                               | H&O Poches                   |
|       | Les condamnés | Philippe Castetbon                                         | Beau livre                   |
|       | Virtus | Gengoroh Tagame                                            | Manga                        |
|       | Camili-Cat #4 - L'invasion des félinoïdes                                                                         | Patrick Fillion                                            | BD                           |
|       | Winter's Moon | Mauro Padovani                                             | BD                           |
| 2011  | Les Garçons d'Acapulco                                                                                            | Nicolas Henri                                              | Littérature française        |
|       | Bertrand ou Les chemins de la Terre Sainte                                                                        | Jean-Paul Tapie                                            | Littérature française        |
|       | Le Fruit défendu                                                                                                  | Paul Kurtz                                                 | Autre chose à penser         |
|       | Mortelle religion                                                                                                 | Wendell Watters                                            | Autre chose à penser         |
|       | Le garçon et le diable                                                                                            | Éric Jourdan                                               | H&O Poches                   |
|       | L'Elfe Rouge | Claude Neix                                                | Littérature française        |
|       | Roger Peyrefitte, le sulfureux                                                                                    | Antoine Deléry                                             | Essai                        |
|       | Le sortilège du tigre                                                                                             | Song                                                       | Manga                        |
|       | Les racines de la foi                                                                                             | Robert Buckman                                             | Autre chose à penser         |
|       | L'islam en question                                                                                               | Wafa Sultan                                                | Autre chose à penser         |
|       | Le prince de Castiglione                                                                                          | Philippe Gimet                                             | Littérature française        |
|       | Lady Black | Yves Navarre                                               | H&O Poche                    |
|       | Délivré de Dieu                                                                                                   | Dan Barker                                                 | Autre chose à penser         |
|       | Sol 4015 | Enzo Di Lauro                                              | BD                           |
| 2012  | Médecine dure | Lucas Bellini                                              | Erotiques                    |
|       | Être homo aujourd'hui en France                                                                                   | Michel Dorais                                              | Essais                       |
|       | Tobias ou La croisée des chemins                                                                                  | Jean-Paul Tapie                                            | Littérature française        |
|       | L'affaire Benoît XVI                                                                                              | Geoffrey Robertson                                         | Autre chose à penser         |
|       | Ils m'appelaient Fanchette                                                                                        | Jean-Paul Tapie                                            | H&O poche                    |
|       | Les plaisirs de Julien                                                                                            | Valentin Florent                                           | Club privé (érotique)        |
|       | Enquête sur une sainteté contestée                                                                                | Bruno Alexandre                                            | Autre chose à penser         |
|       | Bad Dad | Ludovic Lhéry                                              | Club privé (érotique)        |
|       | Les nuits de Jocelyn                                                                                              | Germain Astiz                                              | Roman                        |
|       | Leçons de sexe | Laurent Genépy                                             | Club privé (érotique)        |
|       | Les soldats d'Allah à l'assaut de l'Occident                                                                      | Djemila Benhabib                                           | Autre chose à penser         |
| 2013  | Sex-Up | Nicolas Dutriez                                            | Club privé (érotique)        |
|       | L'enfant de la comète                                                                                             | Philippe Gimet                                             | Littérature française        |
|       | La face cachée de Dieu                                                                                            | Vincent Ramos                                              | Autre chose à penser         |
|       | L'automne des femmes arabes                                                                                       | Djemila Benhabib                                           | H&O au féminin               |
|       | Les ombres du Levant                                                                                              | Olivier Delorme                                            | H&O ebook                    |
|       | Plan Black | Martial Dousseur                                           | Club privé (érotique)        |
|       | La sexualité spectacle                                                                                            | Michel Dorais                                              | H&O essai                    |
|       | Le péril rose | Raoul Tennet                                               | Roman                        |
|       | Le cœur qui cogne                                                                                                 | Yves Navarre                                               | H&O ebook                    |
|       | Tout feu tout flamme                                                                                              | Zaïn Gadol                                                 | Club privé (érotique)        |
|       | Un été entre parenthèses                                                                                          | Zaïn Gadol                                                 | H&O ebook                    |
|       | Comment je suis devenu un homme                                                                                   | Zaïn Gadol                                                 | H&O ebook                    |
|       | L'Ange aux Mains Sales                                                                                            | Zaïn Gadol                                                 | H&O ebook                    |
|       | L'amour n'est pas un sport mécanique                                                                              | Jean-Louis Rech                                            | H&O ebook                    |
|       | L'homme qui lisait Henry Miller                                                                                   | Jean-Paul Tapie                                            | Littérature française        |
|       | Produits de la ferme                                                                                              | Ludovic Lhéry                                              | H&O ebook                    |
|       | Bad Dad 2 - Re-jouissance                                                                                         | Ludovic Lhéry                                              | Club privé (érotique)        |
|       | La fabuleuse histoire du clitoris                                                                                 | Jean-Claude Piquard                                        | H&O au féminin               |
| 2014  | Beau gosse et tête à claques                                                                                      | Ludovic Lhéry                                              | H&O ebook                    |
|       | Barbaque Mountain                                                                                                 | Pascal Dendolion                                           | H&O ebook                    |
|       | Le camp des Vaillants Petits Hommes                                                                               | Justin Beausonge                                           | Littérature française        |
|       | L'initiation - Deuxième année                                                                                     | Joseph Hawk, Robert Fraser                                 | Club privé - BD              |
|       | Je vis où je m'attache                                                                                            | Yves Navarre                                               | H&O ebook                    |
|       | Ma vie à contre-Coran                                                                                             | Djemila Benhabib                                           | H&O poche                    |
|       | Schlomo | Jean-Paul Tapie                                            | H&O ebook                    |
|       | L'inspecteur Yunq tire toujours le premier                                                                        | Carjim                                                     | Club privé (BD)              |
|       | Beau gosse et tête à claques - Épisode 2                                                                          | Ludovic Lhéry                                              | H&O ebook                    |
|       | Zahn - Épisode 2                                                                                                  | Patrick Fillion                                            | Club privé (BD)              |
|       | Le privilège des petits mâles                                                                                     | Raphael Lancelot                                           | Club privé (érotique)        |
|       | L'innocence du jeune carnassier                                                                                   | Sébastien Forçat-Tanguy                                    | H&O ebook                    |
|       | L'amant marocain                                                                                                  | Jean-Louis Rech                                            | H&O ebook                    |
|       | Puisque je n'existe que par tes yeux                                                                              | Philippe Quantin de Saint-Ciers                            | H&O ebook (romance)          |
|       | La route est longue jusqu'à la mer                                                                                | Joseph Hawk                                                | Club privé - BD              |
|       | Beau gosse et tête à claques - Épisode 3                                                                          | Ludovic Lhéry                                              | H&O ebook                    |
|       | Mathéo & Julien                                                                                                   | Jean-Louis Rech                                            | H&O ebook (romance)          |
|       | L'innocence du jeune carnassier - Épisode 2                                                                       | Sébastien Forçat-Tanguy                                    | H&O ebook                    |
|       | De l'autre côté de la frontière                                                                                   | Jean-Paul Tapie                                            | Littérature française        |
|       | L'amour comme un diamant brut                                                                                     | Philippe Quantin de Saint-Ciers                            | H&O ebook (romance)          |
| 2015  | La banquet d'Auteuil                                                                                              | Jean-Marie Besset                                          | H&O théâtre                  |
|       | Cahiers Yves Navarre n° 1 : Une vie à écrire                                                                      | sous la direction de Philippe Leconte et Sylvie Lannegrand | Cahiers Yves Navarre         |
|       | Le pouvoir d'Hercule                                                                                              | Mauleo                                                     | Club privé - Manga           |
|       | La plaie | Frédéric Chouraki                                          | Littérature française        |
|       | Porky 4 | Logan                                                      | H&O comics                   |
|       | Un léger trouble                                                                                                  | Antoine Deléry                                             | Littérature française        |
|       | L'effroyable actualité                                                                                            | Jean-Paul Tapie                                            | Littérature française        |
|       | Les bâtards de l'Empire / 1 - L'ombre de la Terreur                                                               | Jean-Paul Tapie                                            | H&O roman                    |
|       | Zahn 3 : Libération                                                                                               | Patrick Fillion                                            | Club privé - BD              |
| 2016  | Après Charlie | Djemila Benhabib                                           | H&O essai                    |
|       | Pervers - Nous sommes tous des déviants sexuels                                                                   | Jesse Bering                                               | Essai                        |
|       | Objectif Top Sex                                                                                                  | Laurent Genépy                                             | Club privé (érotique)        |
|       | Les deux visages de la mort (Le Dioscure 1)                                                                       | Philippe Gimet                                             | H&O poche                    |
|       | Pierre Guerot & I                                                                                                 | Frédéric L'Helgoualch et Pierre Guerot                     | H&O ebook                    |
|       | Cahiers Yves Navarre n° 2 : Du romanesque à l'autobiographique                                                    | sous la direction de Philippe Leconte et Sylvie Lannegrand | Cahiers Yves Navarre         |
|       | Pour une approche critique de l'islam                                                                             | Yvon Quiniou                                               | H&O essai                    |
|       | Boucs Émissaires                                                                                                  | sous la direction de Éric Verdier et Émilie Coutant        | Essai                        |
|       | Pour dans peu | Yves Navarre                                               | Littérature française        |
|       | Antinoüs | Nicolas Henri                                              | Littérature française        |
|       | Honoré Laragne | Rémi Karnauch                                              | Littérature française        |
|       | Fulvio | Alain Darne                                                | Littérature française        |
|       | Les bâtards de l'Empire / 2 - Prisonniers des sables                                                              | Jean-Paul Tapie                                            | H&O roman                    |
| 2017  | 30 bonnes raisons pour sortir de l'Europe                                                                         | Olivier Delorme                                            | Essai                        |
|       | L'affaire de Luynes (Le Dioscure 2)                                                                               | Philippe Gimet                                             | H&O poche                    |
|       | Cahiers Yves Navarre n° 3 : Écrire contre toute attente                                                           | sous la direction de Philippe Leconte et Sylvie Lannegrand | Cahiers Yves Navarre         |
|       | Abîmes 1 - La genèse du mal                                                                                       | Alfredo Crespo, Aleix Aguilà                               | BD                           |
|       | Sixteen Years | Chloé Alifax                                               | Littérature française        |
|       | Les bâtards de l'Empire / 3 - Les garçons de Naples                                                               | Jean-Paul Tapie                                            | H&O roman                    |
|       | Chaud devant ! | Tom Blade                                                  | Club privé (érotique)        |
|       | Chants de tout et de rien - Chants de rien du tout.                                                               | Yves Navarre                                               | Poésie                       |
|       | Les bâtards de l'Empire / 4 - Le soleil noir de Wagram                                                            | Jean-Paul Tapie                                            | H&O roman                    |
| 2018  | Cent euros de l'heure                                                                                             | Alain Schwarstein                                          | Récit                        |
|       | Les bâtards de l'Empire / 5 - Le rendez-vous d'Anatevka                                                           | Jean-Paul Tapie                                            | H&O roman                    |
|       | Qu'il faut haïr le capitalisme                                                                                    | Yvon Quiniou                                               | Essai                        |
|       | Du bon usage du sexe                                                                                              | Jean-Claude Piquard                                        | Essai                        |
|       | Tigrane l'Arménien                                                                                                | Olivier Delorme                                            | H&O poche                    |
|       | Botafogo | Aluísio Azevedo                                            | Les nouveaux horizons de H&O |
|       | Un livre forgé en enfer                                                                                           | Steven Nadler                                              | Sciences humaines            |
|       | Traité théologico-politique                                                                                       | Spinoza                                                    | Sciences humaines            |
|       | La magie de la réalité                                                                                            | Richard Dawkins et Dave McKean                             | H&O science                  |
|       | Œuvres complètes 1971-1974                                                                                        | Yves Navarre                                               | Totum                        |
|       | La conspiration des scorpions (Le Dioscure 3)                                                                     | Philippe Gimet                                             | H&O poche                    |
| 2019  | Un homme décidé                                                                                                   | Antoine Deléry                                             | littérature française        |
|       | Un peuple paria                                                                                                   | Hyam Maccoby                                               | Sciences humaines            |
|       | Cahiers Yves Navarre n° 4 : Tenir en éveil la conscience                                                          | sous la direction de Philippe Leconte et Sylvie Lannegrand | Cahiers Yves Navarre         |
|       | La violence existe aussi au féminin                                                                               | sous la direction de Éric Verdier et Lolita Pheulpin       | Essai                        |
|       | L'histoire du boucher qui se prenait pour un évêque et qui avait découpé en morceaux trois pauvres petits enfants | Justin Beausonge                                           | Littérature française        |
|       | Le roi nu | Franze                                                     | BD                           |
|       | Hérétiques ! Les merveilleux (et périlleux) débuts de la philosophie moderne                                      | Steven Nadler et Ben Nadler                                | H&O BD                       |
|       | La cachette | Jean-Pierre Andrevon                                       | H&O poche                    |
| 2020  | Cendres vives | Serge Brussolo                                             | H&O poche                    |